# Vozera Volsjytsa
Vozera Volsjytsa (vitryska: Возера Вольшыца, ryska: Ozero Ol’shitsa) är en sjö i Belarus.   Den ligger i voblasten Vitsebsks voblast, i den norra delen av landet, 120 km nordost om huvudstaden Minsk. Vozera Volsjytsa ligger 158 meter över havet. Arean är 3,1 kvadratkilometer. Den sträcker sig 3,0 kilometer i nord-sydlig riktning, och 2,2 kilometer i öst-västlig riktning.
I omgivningarna runt Vozera Volsjytsa växer i huvudsak blandskog. Runt Vozera Volsjytsa är det ganska glesbefolkat, med 22 invånare per kvadratkilometer.